# Pelmatochromini
Pelmatochromini – plemię ryb z rodziny pielęgnicowatych (Cichlidae) obejmujące afrykańskie gatunki zgrupowane w rodzajach:
- Pelmatochromis
- Pterochromis